# Veslování na Letní univerziádě 2013
Soutěže ve veslování na letní univerziádě 2013 probíhaly na veslařském kanálu v Kazani v období 6. až 8. července 2013.

## Česká stopa
- Petr Ouředníček - (ČZU) - ve skifu obsadil 11. místo
- Jakub Houska - (ČZU) - ve dvojskifu obsadil 4. místo
- Petr Buzrla - (ČZU) - ve dvojskifu obsadil 4. místo
- Jitka Antošová - (ČVUT) - ve skifu obsadila 2. místo
- Lenka Antošová - (ČVUT) - ve dvojskifu obsadila 4. místo
- Denisa Čvančarová - (UJAK) - ve dvojskifu obsadila 4. místo
- Kateřina Kopecká - (ČZU) - ve čtyřka bk obsadila 4. místo
- Libuše Bruncvíková - (VŠE) - ve čtyřka bk obsadila 4. místo
- Lucie Žabová - (CUNI) - ve čtyřka bk obsadila 4. místo
- Martina Stillerová - (ČZU) - ve čtyřka bk obsadila 4. místo

### Lehké váhy
- Sára Víchová - (CUNI) - ve dvojskifu obsadila 6. místo
- Monika Nováková - (VŠCHT) - ve dvojskifu obsadila 6. místo

## Výsledky
| muži                    | Zlato | Stříbro | Bronz |
| ----------------------- | --- | --- | --- |
| skif                    | Mindaugas Griškonis (LTU) | Patrick Loliger (MEX) | Serhij Humennyj (UKR) |
| dvojskif                | Litva (LTU) Rolandas Maščinskas Saulius Ritter | Ukrajina (UKR) Ivan Dovhodno Olexandr Nadtoka | Rusko (RUS) Dmitrij Chmylnin Děnis Pribyl |
| dvojka bez kormidelníka | Rusko (RUS) Alexandr Čaukin Jurij Pšeničnikov | Ukrajina (UKR) Anton Choljaznykov Viktor Hrebennykov | Francie (FRA) Jean Noury Hugo Laborde |
| čtyřka bez kormidelníka | Německo (GER) Jann-Edzard Junkmann Milan Dzambasevic Kay Rückbrodt Alexander-Nicolas Egler                                                                      | Itálie (ITA) Simone Ferrarese Simone Martini Mattia Boschelli Elia Salani                                                                                   | Rusko (RUS) Andrej Stoljarov Vasilij Stěpanov Michail Belov Děnis Nikiforov |
| osma                    | Rusko (RUS) Lev Gricenko Viktor Misjutkin Rostislav Drožžačich Georgij Jefremenko Ivan Balandin Nikolaj Balandin Anton Zaruckij Daníl Andrijenko Pavel Safonkin | Ukrajina (UKR) Denys Čornyj Stanislav Čumrajev Vitalij Curkan Vasil Zavhorodnyj Ivan Jurčenko Ivan Futryk Dmytro Michaj Anatolij Radčenko Vladyslav Nikulin | Nizozemsko (NED) Hugo van Velzen Vincent van der Leer Stef Broenink Maarten van Blokland Jonathan Lemaire Geert Hemminga Menno van Blitterswijk Mathew Kleine Punte Marc Hummelink |

| ženy                    | Zlato                                                                                               | Stříbro                                                                                              | Bronz                                                                                            |
| ----------------------- | --------------------------------------------------------------------------------------------------- | --- | ------------------------------------------------------------------------------------------------ |
| skif                    | Natalija Dovhodková (UKR)                                                                           | Jitka Antošová (CZE)                                                                                 | Eliza Gulbeová (LAT)                                                                             |
| dvojskif                | Litva (LTU) Donata Vištartaitė Milda Valčiukaitė                                                    | Bělorusko (BLR) Taťjana Kuchtová Kataryna Šljupská                                                   | Ukrajina (UKR) Anna Kravčenková Olena Burjak                                                     |
| čtyřka bez kormidelníka | Rusko (RUS) Julija Pozdňakovová Oxana Strelkovová Anastasija Karabelščikovová Alexandra Fjodorovová | Jižní Afrika (RSA) Claire-Louise Bodeová Catherine Starková Kate Christowitzová Holly-Jean Nortonová | Ukrajina (UKR) Kateryna Šeremetová Ilona Romaneskuová Jevhenija Nimčenková Daryna Verchohljadová |

### Lehké váhy
- muži - do 72,5 kg
- ženy - do 59 kg

| muži                      | Zlato                                                                     | Stříbro                                                                         | Bronz                                                                     |
| ------------------------- | ------------------------------------------------------------------------- | ------------------------------------------------------------------------------- | ------------------------------------------------------------------------- |
| L skif                    | Julius Peschel (GER)                                                      | Jerzy Kowalski (POL)                                                            | Gábor Csepregi (HUN)                                                      |
| L dvojskif                | Rakousko (AUT) Paul Sieber Bernhard Sieber                                | Ukrajina (UKR) Ihor Chmara Stanislav Kovalov                                    | Itálie (ITA) Simone Molteni Leone-Maria Barbaro                           |
| L čtyřka bez kormidelníka | Německo (GER) Tobias Franzmann Stefan Wallat Daniel Wisgott Lasse Antczak | Francie (FRA) Morgan Maunoir Barthélémy Agostini Clément Fonta Edouard Jonville | Japonsko (JPN) Masato Kobajaši Hirohide Sakagami Jusuke Sato Jusaku Araki |

| ženy       | Zlato                                                 | Stříbro                                      | Bronz                                                |
| ---------- | ----------------------------------------------------- | -------------------------------------------- | ---------------------------------------------------- |
| L skif     | Kirsten McCann (RSA)                                  | Olga Arkadovová (RUS)                        | Eleonora Trivellaová (ITA)                           |
| L dvojskif | Bělorusko (BLR) Iryna Ljaskovová Alena Kryvašejenková | Německo (GER) Katrin Thomaová Nora Wesselová | Rusko (RUS) Anna Jazykovová Natalija Varfolomejevová |